# Корекские пещеры
Коре́кские пеще́ры (итал. Grotte di Coreca) — группа из двух карстовых пещер, расположенных вдоль тирренского побережья Калабрии в Италии, недалеко от округа Корека в коммуне Амантеа. Обе пещеры имеют собственные названия — Гро́тта-ду-Ску́ру (итал. Grotta du 'Scuru, cb404) и Грутту́ни (итал. Gruttuni, cb405).
Входы в обе пещеры находятся примерно в девяти метрах друг от друга. Раньше они находились на уровне моря, но в наше время они на 25 м выше, вдаются в скалистую стену и поэтому труднодоступны. Размеры входов различны, у Груттуни он широкий, у Гротта-ду-Скуру — более узкий, вследствие чего в первой пещере относительно светло, а внутри второй очень темно.
Две смежные пещеры представляют интерес с археологической точки зрения. В 2012 году были подтверждены предположения учёных из Пьемонта, согласно которым пещеры использовались во времена позднего бронзового века, а также в более поздние исторические периоды. Найденные в пещерах артефакты (терракота, каменные мельницы, полированная галька и прочее) довольно хорошо сохранились из-за трудности доступа внутрь. Очевидно, что Корекские пещеры использовались в жилищных целях: повседневную жизнь люди могли проводить в Груттуни, в то время как Гротта-ду-Скуру использовалась для проведения похоронных обрядов.